# Hera-Barb Malcolm Heke
Pour les articles homonymes, voir Malcolm et Heke.
Pas d'image ? Cliquez ici

a Compétitions nationales et continentales officielles uniquement.

b Matchs officiels uniquement.
Dernière mise à jour le 13 mai 2024.
Hera-Barb Malcolm Heke, née le 29 janvier 2000 à Tauranga (Nouvelle-Zélande), est une joueuse internationale australienne de rugby à XV évoluant au poste de talonneuse.

## Biographie
Hera-Barb Malcolm Heke naît le 29 janvier 2000 à Tauranga en Nouvelle-Zélande,,. Elle joue pour la franchise de ma Western Force de Perth depuis 2022, après quelques années au Kalamunda Rugby Club.
Elle honore sa première sélection en équipe d'Australie en entrant sur le terrain à la 72e minute lors d'un match des Pacific Four Series 2024 contre le Canada.